# حمام گرینه کهنه
حمام گرینه کهنه مربوط به دوره قاجار است و در شهرستان نیشابور، بخش زبرخان، دهستان زبرخان، روستای گرینه واقع شده و این اثر در تاریخ ۳ خرداد ۱۳۸۶ با شمارهٔ ثبت ۱۹۱۲۸ به‌عنوان یکی از آثار ملی ایران به ثبت رسیده است.